# Gerard Louis Frey
Gerard Louis Frey (* 10. Mai 1914 in New Orleans, Louisiana, USA; † 16. August 2007 in Lafayette, Louisiana) war römisch-katholischer Bischof von Lafayette.

## Leben
Gerard Louis Frey empfing die Priesterweihe am 2. April 1938 in seiner Heimatstadt New Orleans. Nach verschiedenen Tätigkeiten in der Seelsorge sowie in administrativen Ämtern wurde er 1967 von Papst Paul VI. zum Bischof von Savannah in Georgia bestellt. Die Bischofsweihe spendete ihm der Erzbischof von New Orleans, Philip Hannan, am 8. August 1967. Mitkonsekratoren waren der Bischof von Alexandria, Charles Pasquale Greco, und der Bischof von Baton Rouge, Robert Emmet Tracy.
Am 7. November 1972 wurde Frey zum Bischof von Lafayette ernannt und am 7. Januar des folgenden Jahres in das Amt eingeführt. Am 13. Mai 1989 nahm Papst Johannes Paul II. seinen altersbedingten Rücktritt an.
Gerard Louis Frey sorgte für die umfassende Reorganisation des Bistums Lafayette, wurde aber auch für den Skandal um den wegen sexuellen Missbrauchs von Kindern verurteilten Priester Gilbert Gauthe verantwortlich gemacht; das Bistum musste über 20 Millionen US-Dollar für Anwaltskosten ausgleichen.